# Terang Ulen
Terang Ulen is een bestuurslaag in het regentschap Aceh Tengah van de provincie Atjeh, Indonesië. Terang Ulen telt 491 inwoners (volkstelling 2010).